# First Automobile Works
La First Automobile Works (FAW in cinese: 中国第一汽车) è tra i più grandi produttori di automobili della Cina; nel 2004 ha superato il milione di auto prodotte all'anno.
La FAW è la seconda tra le cosiddette "cinque sorelle" dell'auto cinese, le altre quattro sono: Dongfeng Motor Corporation, Shanghai Automotive Industry Corporation, Chang'an Motors e Chery Automobile.

## Storia
La FAW è stata fondata nel 1953 a Changchun (il capoluogo della provincia di Jilin in Manciuria, nella Cina nordorientale), con l'aiuto della casa automobilistica sovietica ZIL.
Nel 1956 comincia la produzione del primo veicolo, il Jiefang CA-10, una copia del camion sovietico ZIS-150.
Nel 1958, viene introdotta la Hongqi (cinese: 红旗, tradotto: bandiera rossa) una lussuosa limousine destinata agli esponenti del Partito Comunista Cinese.
Nel 1991 ha siglato una collaborazione con il gruppo Volkswagen, creando la FAW-Volkswagen  per specializzarsi nella produzione di automobili. Nel 1992 il nome First Automobile Works fu cambiato in China FAW Group Corporation. In seguito ha costituito joint-ventures con Toyota nel 2003 e con General Motors nel 2009.
Nel 2020 viene resa nota la trattativa con il gruppo CNH Industrial per la cessione della controllata Iveco, produttrice di veicoli commerciali. La trattativa per 3,6 miliardi di Euro viene sospesa a inizio 2021.

## I marchi
Fino agli anni ottanta la FAW ha prodotto per lo più camion derivati dalla ZIL, oggi controlla i marchi:
- Bestune
- Dario
- Hongqi
- Huali
- Jiaxing
- Jiefang
- Pengxiang
- Shenli
- Xiali
- Yuan Zheng